# کبوتردریایی اسکارلت
کبوتردریایی اسکارلت (نام علمی: Puffinus spelaeus) نام یک گونه از سرده کبوتردریایی‌های آب‌شکاف است.